# École supérieure d'art et de design des Pyrénées
Pour les articles homonymes, voir École des beaux-arts et École supérieure d'art.
L’École supérieure d'art et de design des Pyrénées est un établissement public d’enseignement supérieur artistique dont les études conduisent à des diplômes nationaux : DNA (Diplôme national d'art, homologué au grade licence) et DNSEP (Diplôme national supérieur d'expression plastique, homologué au grade de Master). Elle est née de la fusion entre l'École supérieure des arts et de la communication à Pau et l'École supérieure d'art et céramique à Tarbes.

## Histoire
L’ÉSAD Pyrénées est née de la réunion des écoles d’art de Pau (École supérieure des arts et de la communication) et de Tarbes (École supérieure d'art et céramique),. Elle est l'une des cinquante-sept écoles d'art françaises, placée sous la tutelle pédagogique du ministère de la Culture et de la Communication.
Un nouveau site palois est aménagé, à côté du musée des Beaux-Arts, en 2019. 
Le site de Tarbes se situe en centre-ville, au cœur d'un parc paysager du milieu du XIXe siècle, classé jardin remarquable : le jardin Massey.

## Enseignement supérieur et diplômes
La vocation première de l’établissement est une mission d’enseignement supérieur artistique. Habilité par le Ministère de la Culture et par le Ministère de l’Enseignement supérieur et de la Recherche, l’école prépare chaque année plus de 250 étudiants aux diplômes nationaux d’arts plastiques - diplôme national d'art et diplôme national supérieur d'expression plastique - reconnus dans le réseau européen de l’enseignement supérieur. Elle forme des auteurs et des créateurs dans les domaines de l’art, de la culture, de la création visuelle et de la communication. Les cursus d’études en trois et cinq ans permettent l’obtention de diplômes conférant respectivement grades de licence et de master. L’enseignement y est dispensé par des artistes et designers actifs dans le milieu professionnel et par des enseignants théoriciens titulaires d’un doctorat ou en cours de thèse.  

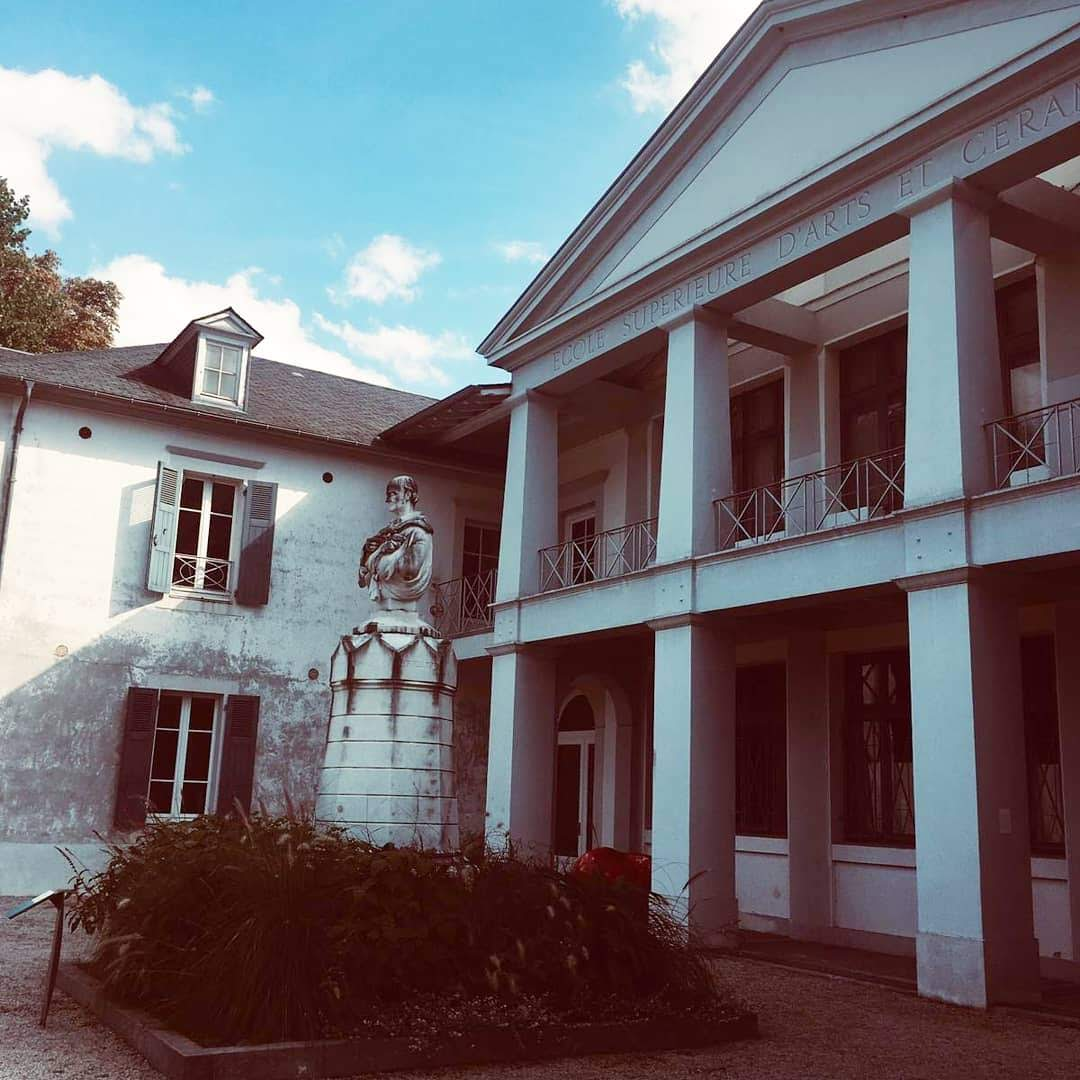
ÉSAD Pyrénées - Site de Tarbes

L'école délivre des diplômes nationaux, reconnus au niveau européen : 
- DNA option art sur les deux sites ;
- DNA option design, mention design graphique multimédia (à Pau) ;
- DNSEP option art, mention art — céramique (à Tarbes) ;
- DNSEP option design, mention design graphique multimédia (à Pau).

L’ÉSAD Pyrénées est membre du réseau Erasmus, possède un double diplôme franco-polonais et à des partenariats noués hors Europe avec le Brésil, la Chine et l’Indonésie.

### Art
L’option Art assure un enseignement fondamental des pratiques artistiques contemporaines, dans toute leur diversité. L’enseignement, vise à doter l’étudiant d’une bonne connaissance de l’art contemporain et d’une maîtrise des pratiques artistiques (dessin, peinture, sculpture, photo, vidéo, art-performatif…).

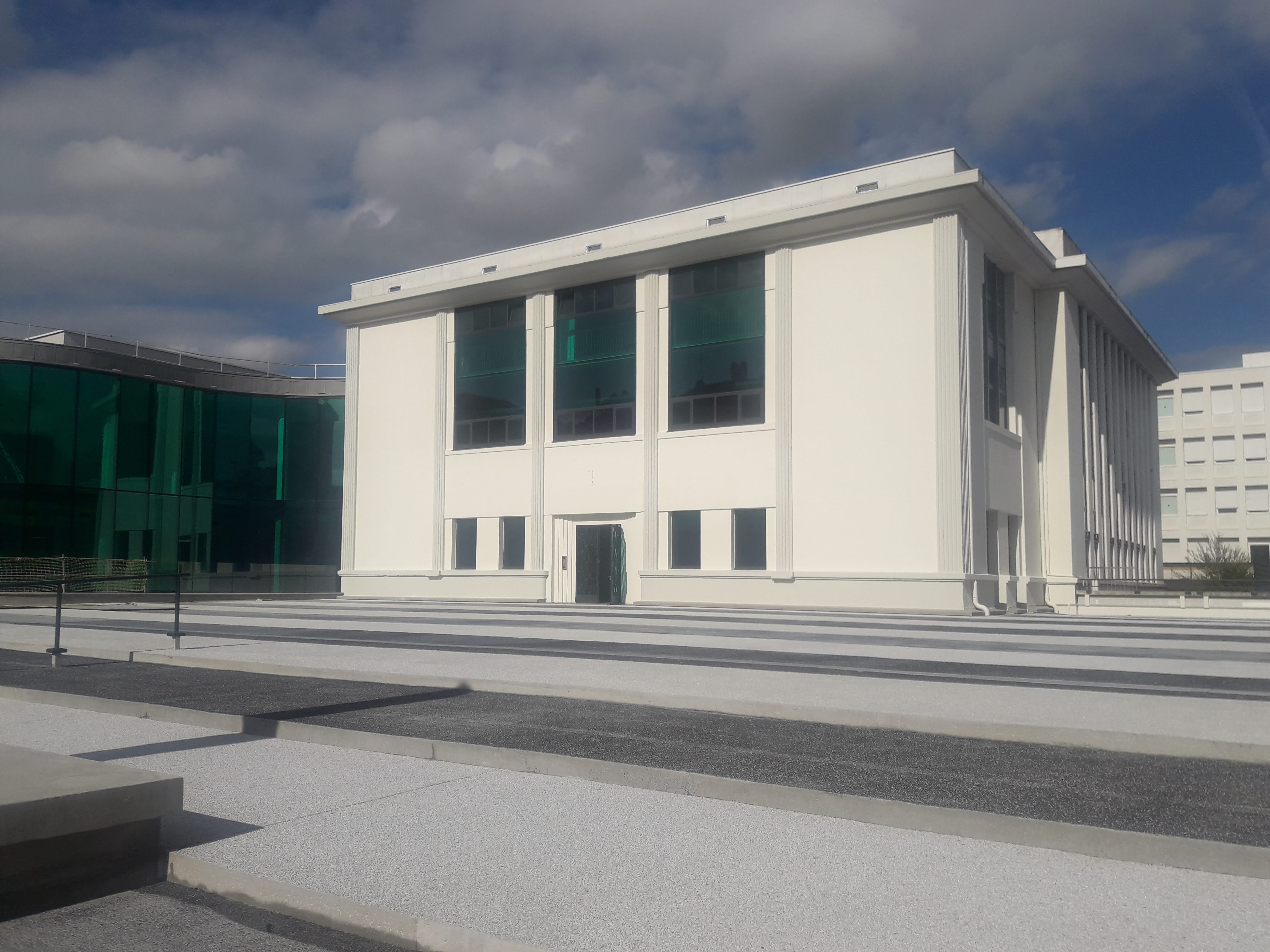
ÉSAD Pyrénées - Site de Pau

### Art-céramique
Le cursus Art-céramique est une formation unique en France qui permet d’acquérir des connaissances et pratiques liées à l’art contemporain avec, en exergue, l’enseignement de la céramique. L’équipe enseignante veille à concilier étroitement l’approche technique du matériau et sa place dans la création contemporaine.

### Design graphique multimédia
La formation en Design graphique multimédia permet à l’étudiant de développer sa propre sensibilité artistique dans les champs du design graphique et des nouveaux médias. Elle le forme au respect des contraintes liées à l’activité professionnelle qu’il sera amené à exercer dans les champs de l’édition, de l’art, du design graphique, du multimédia, de la création typographique, du motion-design, du web-design, de la publicité, de la communication et de la médiation culturelle.

## Ateliers et cours publics
Dans le cadre de ses missions de service public, l’établissement propose également des ateliers à destination de tous publics qui permettent de pratiquer tout au long de l’année le dessin, la peinture, la gravure, la photographie, la sérigraphie ou encore la bande dessinée, mais aussi d’élargir sa culture artistique via des cours d’histoire de l’art. Les cours et ateliers hebdomadaires sont complétés par des stages d’art organisés pendant les vacances scolaires.

## Galerie d'images

Sélection de vues du  site de Tarbes.
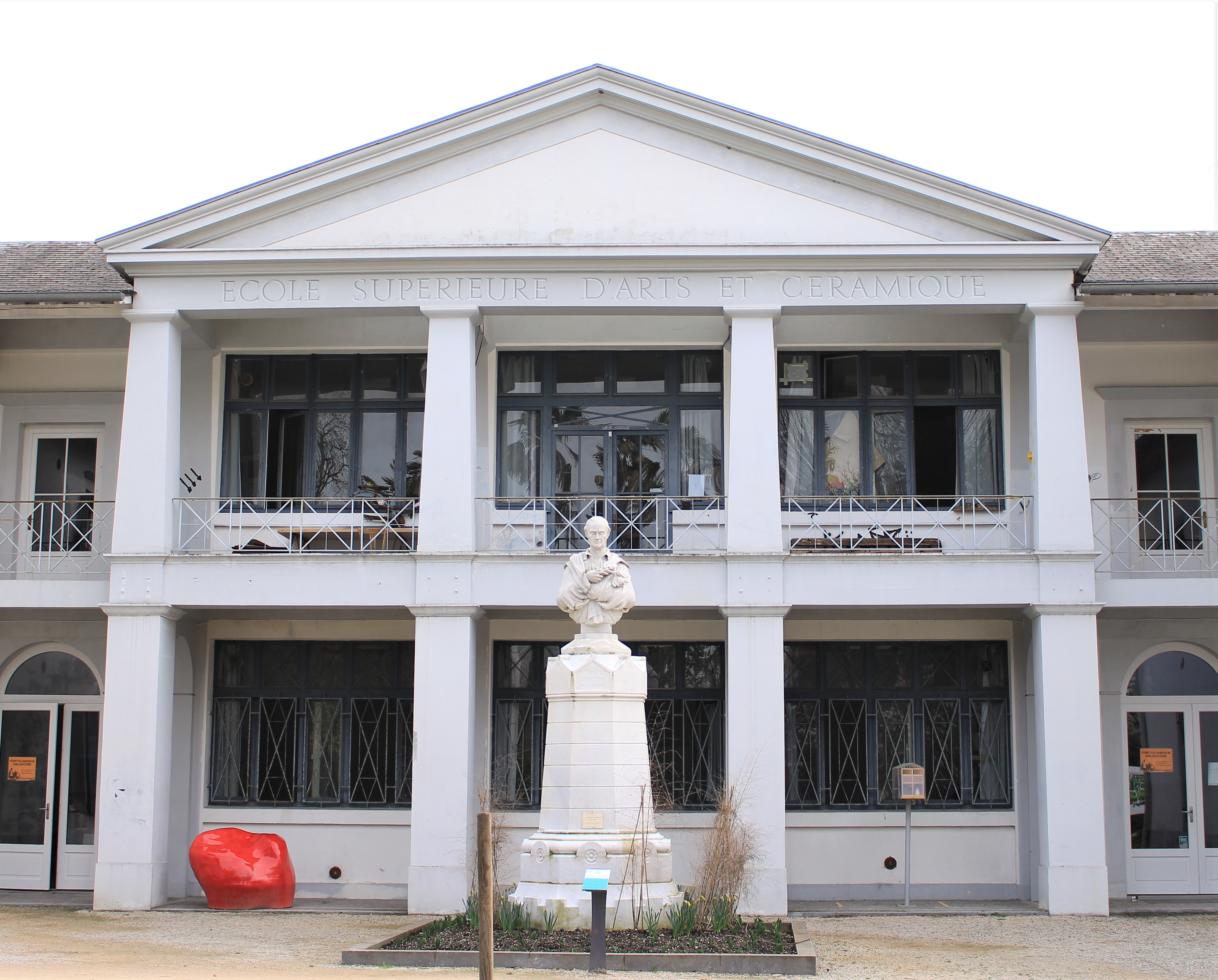
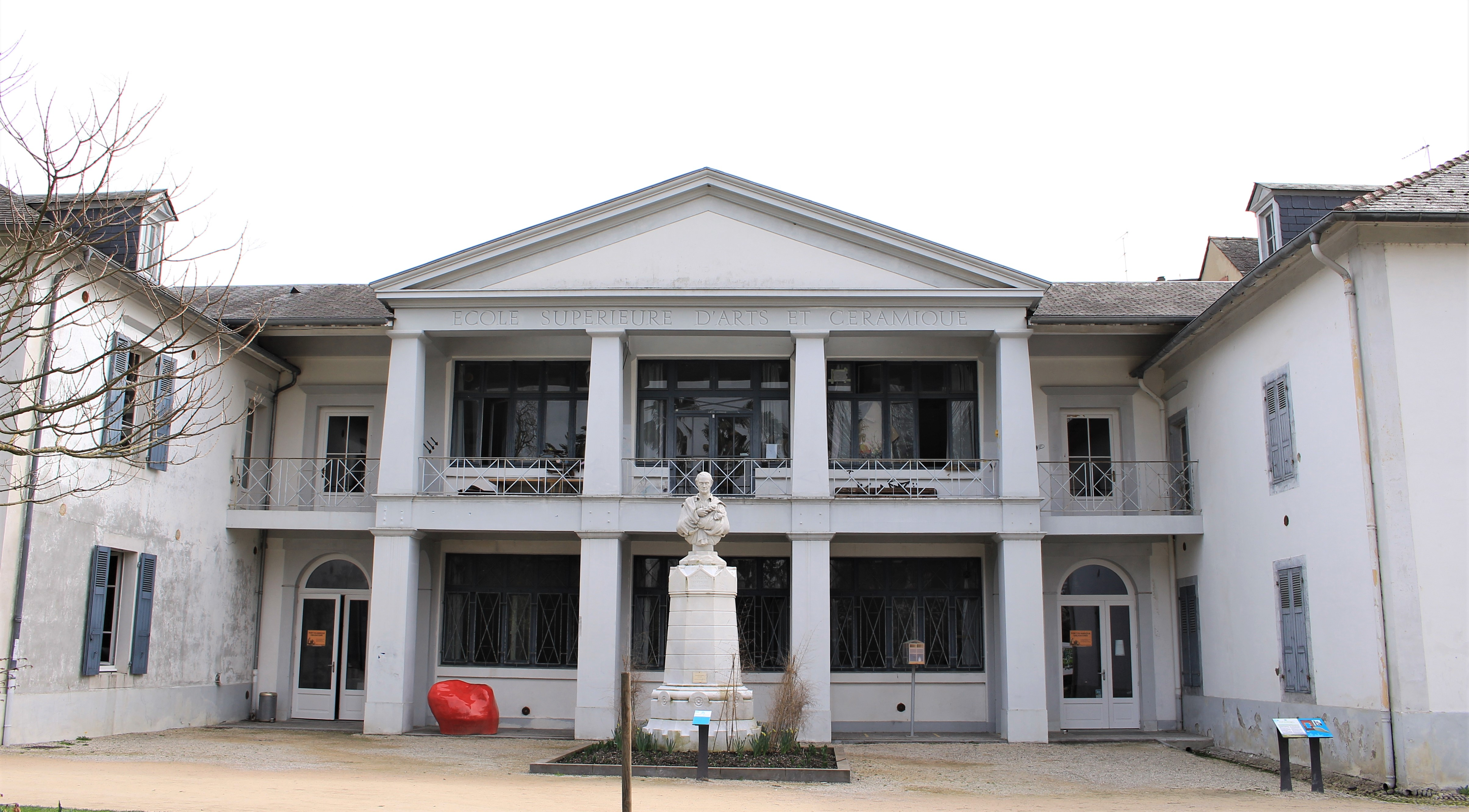